# Эдельсверд, Адольф Вильгельм
Адольф Вильгельм Эдельсверд (швед. Adolf Wilhelm Edelsvärd, 28 июня 1824, Эстерсунд, Швеция — 15 октября 1919, Стокгольм, Швеция) — шведский архитектор, фортификационный инженер и офицер. Сын Фредрика Вильгельма Эдельсверда.

## Биографические данные
Адольф Вильгельм Эдельсверд родился в семье Фридриха Вильгельма Эдельсверда — офицера и инженера, который также интересовался вопросами развития сельского хозяйства. Мать — Шарлотта Кристина Тун. Адольф Вильгельм в 1844 году окончил Карлбергскую военную академию в звании младшего лейтенанта поступил на службу в Даларнском полка. 1845 года его переводят в Инженерный корпус. С тех пор Эдельсверд несколько лет принимал участие в фортификационных работах на территории Швеции.
Впоследствии он изучал архитектуру в Швеции и в Англии (1850). 1852 года Адольф Вильгельм женился на Эмилии Ульрикой Блидберг. С 1855 года — следующий после того, когда в Швеции открыли первую железную дорогу, он стал главным архитектором Шведских железных дорог (ШЗ) — подразделения Королевского управления железных дорог. В отделе архитектуры ШС "дельсверд работал на руководящих должностях в 1895-м. За это время он спроектировал не менее 5725 зданий, в том числе 297 станционных. Это, в частности, главные вокзалы в Гётеборг(1856), Уппсале (1865), Норчёпинге (1865), Линчепинге (1870), Эребру (1861) и Стокгольм (1869). Они сохранились до нашего времени, в отличие от помещений на многих небольших станциях.
К другим работам Эдельсверда принадлежат Часовня святой Биргитты в Гётеборге (1856), Гагская (1856) и Английская (1856) церкви, приют, тюрьма, Навигационная школа и виллы — в Гётеборге, церкви в Сандарне (1858), Юнсереде (1858), Тролльгеттане (1860), Таксинге (1861) и много общественных и частных зданий в разных частях страны. Это вилла Евгении Шведского «Убежище мира» («Fridhem») на Готланде (1863), помещения Промышленной выставки в Карлстаде (1862), временное помещение Промышленной выставки в Стокгольме (1866). Эдельсверд руководил перестройкой Рыцарского дома в Стокгольме (1871).
В 1861 году Эдельсверд назначен руководителем работ на стройке Национального музея. В 1864 году он в чине майора ушёл в отставку с военной службы. В 1867 году стал членом Академии сельского хозяйства, а в 1891-м — ее почетным членом. В 1871 году Эдельсверд становится членом Академии художеств, вице-президентом которой был с 1898 по 1902 год. Между 1859 и 1866 годах он редактировал рубрики архитектуры и истории искусства в «Журнале строительного искусства и инженерной науки» («Tidskrift för byggnadskonst och ingeniörvetenskap»), а в 1869 году опубликовал работу «Развитие сельской архитектуры в Швеции за последние десятилетия» («Landtbyggnadskonstens utveckling i Sverige under de senaste årtiondena»). Очень много он сделал для укрепления обороны Стокгольма.

## Особенности творчества
Эдельсверд придавал большого значения стилю и функциональности станционных зданий — как в крупных городах, так и в городках и селах. Проекты железнодорожных станций в svБуксгольме, svБюшеельвене, svГнесте, svГабу, svХелльнесе, svЮнсереде, svКатринехольме, svПартилледе, svСпаррехольме и svВеннесе стали стандартными, с небольшим модификациями их применяли по всей стране.
Он считал, что в небольших городках, которые расстраиваются, помещения железнодорожных станций должны отличаться от остальных станционных зданий, составлять неотъемлемую часть структуры города и их следует рассматривать в широком контексте. По мнению Эдельсверда, градостроительная деятельность надо проводить с учетом расширения железнодорожной сети. На эту тему он написал несколько трудов. Автор подал несколько рекомендаций для разработки генерального плана городков, деревень и пригородов. В частности, в населенном пункте должны быть центральный майдан, открытые пространства и зеленые насаждения. Населенный пункт предстоит поделить двумя параллельными главными улицами (как в Катринехольме), а между них, в самом центре города, устроить парк с аллеями. Общественные здания желательно размещать на центральной оси, два полюса которой — станционное здание и церковь. Это здание составляет «монументальную вес», являясь основой центральной части населенного пункта. Такие идеи Эдельсверда воплощены в Несше, где железнодорожная станция была первым общественным зданием и стала отправной точкой в генеральном плане города. В Несше эспланада ведет от вокзала к главной площади. В Гесслехольме здание вокзала и церковь стоят на двух концах главной улицы.

## Известные проекты
- Помещения Промышленной выставки в Стокгольме
- Центральный железнодорожный вокзал в Стокгольме
- Центральный железнодорожный вокзал в Гётеборге
- Центральный железнодорожный вокзал в Мальме
- Центральный железнодорожный вокзал в Норчепинге
- Центральный железнодорожный вокзал в Упсале
- Центральный железнодорожный вокзал в Линчепингу
- Центральный железнодорожный вокзал в Эребру
- Гагская церковь в Гётеборге
- Английская церковь в Гётеборге
- Вилла «Убежище мира» («Fridhem») в Вестергейде

## Членство
- Шведская королевская академия лесного и сельского хозяйства
- Шведская королевская академия свободных искусств

## Награды и знаки отличия
- Орден Полярной звезды (кавалер)
- Орден Святого Олафа (кавалер)

Именем Адольфа Вильгельма Эдельсверда названа улица в Гётеборге.